# Накамура, Юкимаса
Юкима́са Накаму́ра (яп. 中村 行成, 28 августа 1972, Фукуока) — японский дзюдоист полулёгкой весовой категории, выступал за сборную Японии на всём протяжении 1990-х годов. Серебряный призёр летних Олимпийских игр в Атланте, чемпион мира, двукратный чемпион Азиатских игр, чемпион Азии, победитель многих турниров национального и международного значения. Также известен как тренер по дзюдо.

## Биография
Юкимаса Накамура родился 28 августа 1972 года в городе Фукуоке. Активно заниматься дзюдо начал с раннего детства, проходил подготовку вместе с братьями Ёсио и Кэндзо, которые впоследствии тоже стали довольно известными дзюдоистами. Закончив обучение в школе, поступил в Токийский университет, затем работал в химической компании Asahi Kasei.
Первого серьёзного успеха на взрослом международном уровне добился в 1993 году, когда попал в основной состав японской национальной сборной и побывал на чемпионате мира в канадском Гамильтоне, откуда привёз награду золотого достоинства, выигранную в зачёте полулёгкого веса. Год спустя выступил на домашних Азиатских играх в Хиросиме, где тоже одолел всех соперников и завоевал золотую медаль. Ещё через год на домашнем мировом первенстве в Тибе получил серебро, проиграв в финале немцу Удо Квелльмальцу.
Благодаря череде удачных выступлений удостоился права защищать честь страны на летних Олимпийских играх 1996 года в Атланте. В полулёгкой весовой категории последовательно победил всех соперников на пути к финалу, в том числе россиянина Ислама Мациева. В решающем поединке, тем не менее, вновь проиграл Удо Квелльмальцу и получил серебряную олимпийскую медаль.
После Олимпиады в Атланте Накамура остался в основном составе дзюдоистской команды Японии и продолжил принимать участие в крупнейших международных турнирах. Так, в 1998 году он стал чемпионом Азиатских игр в Бангкоке, взяв верх над всеми оппонентами в полулёгком весе. В сезоне 2000 года на домашнем чемпионате Азии в Осаке так же был лучшем в своём весовом дивизионе. Будучи одним из лидеров японской национальной сборной, благополучно прошёл квалификацию на Олимпийские игры в Сиднее — на сей раз выступил менее удачно, сумел дойти лишь до второго раунда, где потерпел поражение от голландца Патрика ван Калкена. В утешительных встречах за третье место тоже не имел успеха, в полуфинале проиграл иранцу Арашу Мирэсмаэли.
Впоследствии участвовал в турнирах по дзюдо ещё в течение двух лет, однако на международном уровне существенных достижений больше не добивался. В настоящее время вместе с братьями работает тренером по дзюдо, в частности, в числе его учеников чемпион мира Хироси Идзуми и двукратный олимпийский чемпион Масато Утисиба.